# Zorlesco
Zorlesco (Sùrlesch in dialetto lodigiano) è una frazione del comune italiano di Casalpusterlengo, in provincia di Lodi. Si trova pochi chilometri a nord dal capoluogo comunale, lungo la via Emilia.

## Geografia
Zorlesco è situata 4 km a nord-ovest di Casalpusterlengo ed è attraversata dal canale Brembiolo.

## Storia
Zorlesco fu attestata per la prima volta nel 1039, nel testamento del conte Ilderado da Comazzo. Il territorio comunale comprendeva la frazione di Olza. Una chiesa di San Nazaro è menzionata già nel 1261. Verso la metà del XVI secolo fu eretta la nuova chiesa dedicata ai Santi Nazario e Celso, alla quale fu riconosciuto il titolo di parrocchia nel 1562 da Papa Pio IV.
In età napoleonica (1809-16) Zorlesco fu frazione di Casalpusterlengo, recuperando l'autonomia con la costituzione del regno Lombardo-Veneto.
All'Unità d'Italia (1861) il comune contava 1.919 abitanti. Nello stesso anno il paese fu lambito dalla linea ferroviaria Milano–Bologna, senza che però vi fosse costruita una stazione.
Nel 1929 Zorlesco, insieme a Vittadone, fu aggregata a Casalpusterlengo.
Il centro urbano è attraversato dal Brembiolo. Nei pressi del paese sono tuttora presenti alcuni interessanti esempi di architettura rurale, come la Cascina del lago, la Cascina Olza, e la Cascina Battaglia.
Zorlesco è oggi nota per la presenza dell'Ente Lombardo per il potenziamento zootecnico e la bonifica sanitaria degli allevamenti bovini, comunemente detto "Centro Tori".

## Monumenti e luoghi d'interesse
- Chiesa di SS. Nazario e Celso
- Villa Biancardi Vistarini, immersa nel verde di un vasto parco. Pregevole esempio di stile liberty, venne edificata nel 1911 (là dove anticamente sorgeva un castello) per volontà del Cav. Serafino Biancardi. Il progetto è di Gino Coppedè; all'interno sono presenti gli affreschi del pittore casalese Angelo Prada, nella Sala della caccia.